# Hieracium hoppeanum
Hieracium hoppeanum là một loài thực vật có hoa trong họ Cúc. Loài này được Schult. mô tả khoa học đầu tiên năm 1885.